# John L. Sullivan
John Lawrence Sullivan (Boston, 15 de outubro de 1858 – Boston, 2 de fevereiro de 1918) foi um pugilista norte-americano, reconhecido como o primeiro campeão mundial dos pesos-pesados da era moderna do boxe e o último campeão da época em que ainda se lutava boxe com as mãos nuas. 

## Biografia
Descendente de imigrantes irlandeses, Sullivan nasceu em Roxbury, hoje um bairro de Boston. Em sua juventude, a fim de contribuir com a renda familiar, que vivia na pobreza, John teve de fazer trabalhos braçais, que lhe renderam sua notável força física. 
Em 1878, aos 20 anos de idade, Sullivan começou a se interessar pelo boxe e fez suas primeiras exibições no Cockerhill Hall, em Boston. Dois anos mais tarde, Sullivan já havia se tornado uma pequena celebridade local, tendo inclusive lutado e vencido alguns lutadores que gozavam de um certo renome.
Mas no intuito de tornar Sullivan conhecido em todo os Estados Unidos, seu empresário Billy Madden tirou-o de Boston e levou-o para Nova Iorque. Sullivan então lançou um desafio público, oferecendo um bom prêmio em dinheiro a qualquer homem que lutasse contra ele. Em seguida, Sullivan iniciou uma jornada pelo país, em busca de mais adversários que aceitassem o seu desafio. 
Em 1882, Paddy Ryan, o então campeão dos pesos-pesados, aceitou enfrentar John Sullivan, colocando seu título em disputa. Conforme as regras vigentes na época, os boxeadores lutaram com as mãos nuas, em um embate previsto para 24 assaltos. Todavia, a luta não chegou nem próximo de seu último assalto, visto que no nono assalto Sullivan nocauteou Ryan com um direto de direita. 
Com a vitória sobre Ryan, Sullivan passou a ser aclamado como o novo campeão mundial dos pesos-pesados, porém, para muitos historiadores de boxe, este era um título ao qual Sullivan não fazia jus à época, haja vista que até aquele presente momento, ele nunca havia lutado fora dos Estados Unidos. 
Portanto, alternativamente, existem defensores da tese de que Sullivan somente se tornou campeão mundial em 1888, quando ele fez sua primeira luta fora dos Estados Unidos, em um embate realizado na França, contra o pugilista britânico Charley Mitchell. Essa luta contra Mitchell acabou terminando empatada.  
Outros ainda, por sua vez, creditam o título mundial a Sullivan somente a partir de 1889, quando ele enfrentou e derrotou Jake Kilrain, em uma épica luta que durou 75 assaltos. Este sangrento combate, que levou ambos os lutadores ao limite de suas capacidades físicas, foi a última vez na história em que um título mundial foi disputado com as mãos nuas. 
Sullivan, que já havia se tornado um boxeador de luvas, antes da luta contra Kilrain, jamais tornou a lutar de mãos nuas novamente após seu dramático combate contra Kilrain. Considerado hoje o primeiro campeão mundial dos pesos-pesados, a partir de 1885, data em que as regras modernas do boxe passaram a vigorar de fato, Sullivan perdeu seu trono, em 1892, quando foi nocauteado por Jim Corbett. 
Depois da derrota para Corbett, Sullivan optou por se aposentar e, nos 12 anos seguintes, somente entrou nos ringues para participar de lutas de exibição. Sullivan faleceu em 1918, aos 60 anos de idade. Seu funeral foi um verdadeiro evento nacional, pois todos no país estavam a lamentar a perda de um grande ídolo americano.
Em 1990, John L. Sullivan fez parte da primeira seleção de boxeadores que entraram para galeria dos mais distintos boxeadores de todos os tempos, que hoje estão imortalizados no International Boxing Hall of Fame. 